# Amee
Trần Huyền My (sinh ngày 23 tháng 3 năm 2000), thường được biết đến với nghệ danh Amee (cách điệu là AMEE), là một nữ ca sĩ kiêm diễn viên người Việt Nam. Cô hiện đang là nghệ sĩ trực thuộc St.319 Entertainment.

## Sự nghiệp

### Trước khi ra mắt
Gia nhập vào ST. 319 Entertainment khi mới chỉ 15 tuổi, Amee đã tham gia thi tuyển, vượt qua 1000 thí sinh để được chọn làm thực tập sinh, được rèn luyện thanh nhạc cũng như vũ đạo trong vòng 4 năm. Cô từng xuất hiện trong MV "Baby I Told U" của Monstar vào ngày 29 tháng 1 năm 2018 và MV ''Hongkong1'' của Nguyễn Trọng Tài, San Ji, Double X vào ngày 12 tháng 10 năm 2018.

### 2018–2019: Ra mắt chính thức
Ngày 15 tháng 10 năm 2018, Monstar kết hợp với Amee cho ra mắt MV "Nếu Mai Chia Tay", một ca khúc trong album Over The Moon của Monstar. Đây là sản phẩm đầu tiên của Amee, cũng là ca khúc đầu tiên cô kết hợp với nghệ sĩ khác.
Ngày 14 tháng 2 năm 2019, nhân dịp Valentine, B Ray kết hợp với Amee ra mắt MV "Ex's Hate Me". MV là sự kết hợp giữa một giọng ca ngọt ngào, tươi mới của Amee và B Ray có giọng rap độc đáo, ca từ trải đời. Bài hát nhanh chóng nổi tiếng và đứng đầu top thịnh hành trên YouTube sau 5 ngày phát hành. Nhờ sự xuất hiện trong MV "Hongkong1" và "Baby I Told U" cùng với sự kết hợp của Monstar và B Ray trong 2 MV "Nếu Mai Chia Tay" và "Ex's Hate Me", Amee đã có được sự nổi tiếng nhất định ngay trước thềm ra mắt chính thức.
Ngày 13 tháng 3 năm 2019, St. 319 Entertainment đăng tải trên kênh YouTube của mình video "dreAmee (intro)" và hé lộ Amee sẽ chính thức ra mắt với album đơn đầu tay dreAmee và ca khúc chủ đề "Anh Nhà Ở Đâu Thế'' kết hợp với B Ray. Ngày 3 tháng 4 năm 2019, MV chính thức được ra mắt. Bài hát nhanh chóng nổi tiếng và đứng thứ 2 top thịnh hành trên YouTube trong 2 ngày phát hành chỉ sau "Kill This Love" của Blackpink. Ngày 22 tháng 4 năm 2019, Amee và Kay Trần ra mắt MV "Phố Hàng Nóng". Ngày 23 tháng 4 năm 2019, Amee tham gia phim ngắn chiếu mạng "Điệp Vụ Học Đường" với vai trò là nữ chính. Đây là vai diễn đầu tiên và cũng là vai nữ chính đầu tiên trong sự nghiệp của cô.
Ngày 9 tháng 5 năm 2019, Amee kết hợp với B Ray ra mắt MV "Đen Đá Không Đường". Sau 5 ngày, bài hát đã đứng top 3 thịnh hành trên YouTube. Ngày 18 tháng 6 năm 2019, audio phiên bản rap của "Đen Đá Không Đường" được tung ra. Bài hát là sự kết hợp của Amee và Thái Sơn - người chiến thắng của cuộc thi "Trổ Tài Bắn Rap Đáp Thính Amee", vì lý do ở xa và không thể tham gia quay MV cùng, nên Amee và Thái Sơn sẽ phát hành lyrics video cho phiên bản đặc biệt này thay cho MV.
Ngày 15 tháng 7 năm 2019, Andiez kết hợp với Amee ra mắt MV "Anh Đánh Rơi Người Yêu Này", nhạc phim "Thật Tuyệt Vời Khi Ở Bên Em". Đây là ca khúc nhạc phim đầu tiên mà Amee trình bày.
Ngày 12 tháng 9 năm 2019, Amee kết hợp với Osad ra mắt MV "Dấu Yêu Vô Hình".
Ngày 13 tháng 10 năm 2019, Amee kết hợp với ViruSs ra mắt MV "Trời Giấu Trời Mang Đi". Bài hát nhanh chóng nổi tiếng và đứng đầu top thịnh hành trên YouTube sau 2 ngày phát hành. Ca khúc cũng nằm trong Top nhạc Việt được nghe nhiều nhất năm 2021 trên Spotify Việt Nam.
Ngày 4 tháng 9 năm 2019, Asia Artist Awards 2019 đã công bố danh sách đề cử, trong đó có Amee vào hạng mục "Ca sĩ - Nhóm nhạc được yêu thích nhất". Tuy nhiên, ngày 7 tháng 9 năm 2019, trên trang fanpage của mình, Amee đã xin rút khỏi đề cử này, cũng như loạt nghệ sĩ khác. Tuy vậy, nhưng 2019 vẫn là năm Amee gặt hái được giải thưởng âm nhạc đầu tay. Ngày 5 tháng 12 năm 2019, tại trung tâm tổ chức hội nghị, hội thảo Gem Center, Amee đã được công bố là chiến thắng giải METUB WebTVAsia Awards 2019 cho hạng mục METUB WebTVAsia Collaboration Music Video of the Year (METUB WebTVAsia MV Hợp Tác Của Năm). Đây là giải thưởng đầu tiên trong sự nghiệp của cô.

### 2020: Album đầu tay'dreAmee'
Ngày 9 tháng 1 năm 2020, tại nhà hát Hòa Bình, Amee được công bố là chiến thắng giải Zing Music Awards 2019 cho hạng mục Phát hiện của năm. Ngày 10 tháng 1 năm 2020, trong chương trình Gala Nhạc Việt 14, Amee cùng với Han Sara và Xesi đã trình diễn sân khấu kết hợp bài hát "Tết Đón Xuân Về" lần đầu tiên. Ngày 18 tháng 1 năm 2020, Amee và Huỳnh James ra mắt MV "Giận Muốn Chết Đến Tết Cũng Quên", nhạc phim "30 Chưa Phải Là Tết''.
Ngày 14 tháng 2 năm 2020, nhân dịp Valentine, Amee và B Ray ra mắt MV "Do For Love", một bài hát nằm trong album Loser2Lover của B Ray. Bài hát nhanh chóng nổi tiếng và đứng thứ 2 top thịnh hành trên YouTube sau 3 ngày phát hành. Ngày 25 tháng 2 năm 2020, Amee, Lou Hoàng và Rhymastic ra mắt MV "1000x (Ngàn Lần)".
Ngày 3 tháng 3 năm 2020, tại nhà hát VOH, Amee đã được công bố là chiến thắng Giải thưởng Làn Sóng Xanh 2019 cho hạng mục Top 10 ca khúc được yêu thích. Ngày 5 tháng 3 năm 2020, Amee kết hợp với Ricky Star ra mắt MV "Sao Anh Chưa Về Nhà". Bài hát nhanh chóng nổi tiếng và đứng đầu top thịnh hành trên YouTube sau 1 ngày phát hành. Ngày 25 tháng 3 năm 2020, tại nhà hát Thành phố Hồ Chí Minh, Amee đã được công bố là chiến thắng Giải thưởng Âm nhạc Cống hiến cho hạng mục Nghệ sĩ mới của năm.
Ngày 29 tháng 4 năm 2020, Amee tham gia phim ngắn chiếu mạng "Đại Náo Đảo Sa Mạc" với vai trò là nữ chính.
Ngày 18 tháng 6 năm 2020, Amee ra mắt MV "Yêu Thì Yêu Không Yêu Thì Yêu", bài hát chủ đề trong album đầu tay của cô mang tên "dreAmee". Đây là sản phẩm đầu tiên của Amee không có sự góp giọng của nghệ sĩ khác. Bài hát nhanh chóng nổi tiếng và đứng thứ 5 top thịnh hành trên YouTube sau 8 ngày phát hành. Album "dreAmee" bao gồm một số bài hát đã phát hành trước đó và một số bài hát mới và sẽ chính thức được ra mắt vào ngày 28 tháng 6 năm 2020. Sau khi ra mắt album đã nhanh chóng đạt top 1 trên BXH 2 nền tảng âm nhạc Apple Music và Itunes Việt Nam và chỉ sau 3 ngày ra mắt album đã tiêu thụ hết toàn bộ 1.000 bản vật lý và đang trong quá trình tái bản. Đặc biệt, album "dreAMEE" cũng lọt vào Top Album có lượt nghe nhiều nhất 2021 tại Spotify Việt Nam và là album Việt duy nhất.
Ngày 20 tháng 9 năm 2020, Amee và Karik ra mắt MV "Em Bé". Bài hát nhanh chóng nổi tiếng và đứng thứ 3 top thịnh hành trên YouTube sau 5 ngày phát hành.
Ngày 3 tháng 12 năm 2020, Amee đã được công bố là chiến thắng giải Giải thưởng Âm nhạc Châu Á Mnet 2020 cho hạng mục Best New Artist of Vietnam (Nghệ sĩ mới xuất sắc nhất tại Việt Nam). Ngày 7 tháng 12 năm 2020, trong một đoạn cut từ chương trình "dreAmee live acoustic show" của Amee do ST.319 Entertainment đăng tải trên kênh YouTube, Amee cùng với Hoàng Dũng đã trình bày ca khúc "Từ Thích Thích Thành Thương Thương" lần đầu tiên và thuộc top những bài hát có lượt nghe nhiều nhất năm 2021 tại Spotify Việt Nam. Ngày 8 tháng 12 năm 2020, phiên bản đầy đủ của chương trình đã được đăng tải, hé lộ thêm một ca khúc mới mà Amee chưa từng công bố trước đó mang tên "gr8teful" với phần giai điệu nhẹ nhàng trong sáng.

### 2021: Phim điện ảnh đầu tay

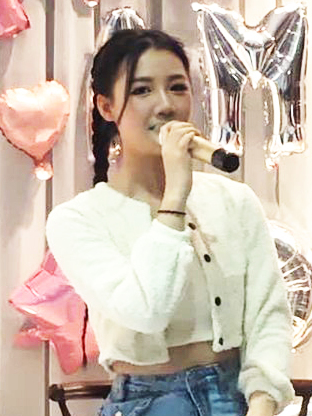
Amee vào năm 2021.

Ngày 19 tháng 1 năm 2021, tại Trung tâm Sự kiện và Triển Lãm White Palace, Amee đã được công bố là chiến thắng giải Ngôi Sao Của Năm 2020 cho hạng mục Nữ ngôi sao âm nhạc. Ngày 24 tháng 1 năm 2021, kênh YouTube WeChoice Awards đăng tải ca khúc "Tình Bạn Diệu Kỳ" của Amee kết hợp với Ricky Star và Lăng LD và cũng là ca khúc cuối cùng trong album Diệu Kỳ Việt Nam của WeChoice. Ca khúc được đánh giá là sôi động, nhờ chất liệu rap làm chủ đạo, giọng rap chân chất miền quê của Ricky Star và Lăng LD cũng như giọng hát ngọt ngào của Amee. Ngày 15 tháng 2 năm 2021, ca khúc xuất sắc đạt top 1 trên BXH 2 nền tảng âm nhạc Itunes và Apple Music. Ngày 20 tháng 1 năm 2021, tại Tòa nhà Center Building, Hapulico Complex, Amee đã được công bố là chiến thắng giải Best Of 360 Độ Soi cho hạng mục Nghệ Sĩ 360 Độ Gen Z. Ngày 29 tháng 1 năm 2021, tại Nhà hát VOH, Amee đã được công bố là chiến thắng Giải thưởng Làn Sóng Xanh 2020 cho các hạng mục: Nữ ca sĩ của năm, Album của năm và Sự kết hợp của năm. Ngày 13 tháng 2 năm 2021, trong chương trình Sóng 21, Amee cùng với Bảo Anh, Thúy Ngân và Yuno BigBoi đã trình diễn sân khấu kết hợp bài hát "Tết Là Phải Vui" lần đầu tiên. Ngày 23 tháng 2 năm 2021, MV "Tình Bạn Diệu Kỳ" phiên bản đặc biệt đã được ra mắt. MV đã đứng thứ 4 top thịnh hành trên YouTube sau 4 ngày phát hành.
Ngày 20 tháng 4 năm 2021, Amee ra mắt MV "Nói Hoặc Không Nói". Bài hát đã đứng thứ 43 top thịnh hành trên YouTube sau 4 ngày phát hành. Ngày 30 tháng 4 năm 2021, bộ phim "Thiên Thần Hộ Mệnh" do Amee thủ vai Huyền chính thức được công chiếu trên toàn quốc và cả quốc tế. Đây là bộ phim điện ảnh đầu tay trong sự nghiệp của cô. Trước đó, bộ phim đã dẫn đầu doanh thu phòng vé ngay cả trước ngày công chiếu chính thức.
Ngày 15 tháng 5 năm 2021, hưởng ứng cuộc bầu cử Đại biểu Quốc hội khóa XV và Đại biểu Hội đồng Nhân dân các cấp nhiệm kỳ 2021-2026, Amee và Grey D đã ra mắt ca khúc "Bài Ca Bầu Cử 2021" - một bài hát nằm trong chiến dịch truyền thông "Tôi đi bầu cử" của Đài Truyền hình Việt Nam.
Ngày 12 tháng 6 năm 2021, Amee ra mắt ca khúc độc quyền "Turn It Up", quảng cáo cho thương hiệu nước ngọt có ga Coca Cola.
Ngày 27 tháng 11 năm 2021, Amee ra mắt MV "Miss Toàn Thư Bách Khoa".
Ngày 14 tháng 12 năm 2021, kênh YouTube WeChoice Awards đăng tải ca khúc "Happy Birthday to You (Always 14)" của Amee kết hợp với Obito và Hoàng Dũng.
Theo số liệu thống kê của Spotify, AMEE là nữ nghệ sĩ Việt có số lượt nghe nhiều nhất trên Spotify Việt Nam năm 2021.

### 2022: Tiếp tục cho ra mắt các sản phẩm âm nhạc
Ngày 28 tháng 1 năm 2022, Amee đã được công bố là chiến thắng Giải thưởng Làn Sóng Xanh 2021 cho các hạng mục: Top 10 ca khúc được yêu thích và Bài hát hiện tượng.
Ngày 6 tháng 2 năm 2022, Amee ra mắt MV "Thay Mọi Cô Gái Yêu Anh". Bài hát đã đứng thứ 4 top thịnh hành trên YouTube sau 8 ngày phát hành.
Ngày 25 tháng 5 năm 2022, Amee ra mắt MV "Hai Mươi Hai (22)", một ca khúc trong album Colours của Hứa Kim Tuyền. Bài hát đã đứng thứ 2 top thịnh hành trên YouTube sau 1 ngày phát hành.
Ngày 6 tháng 6 năm 2022, Amee ra mắt MV "Shay Nắnggg" kết hợp với Obito. Bài hát đã đứng thứ 5 top thịnh hành trên YouTube sau 10 ngày phát hành.
Ngày 10 tháng 11 năm 2022, Amee ra mắt MV "Em Về Tinh Khôi" kết hợp với Hoàng Dũng và Grey D, một ca khúc trong album 90sHITS00sVIBES của WeChoice.
Ngày 2 tháng 12 năm 2022, Phúc Du kết hợp với Amee ra mắt ca khúc "Dỗi Ít Thôi, Ôm Đê".

### 2023: Ra mắt các sản phẩm âm nhạc solo quảng cáo
Ngày 5 tháng 1 năm 2023, tại Nhà hát Hòa Bình, Amee đã được công bố là chiến thắng Giải thưởng Làn Sóng Xanh 2022 cho hạng mục Top 10 ca khúc được yêu thích.
Ngày 5 tháng 3 năm 2023, Amee ra mắt audio ca khúc "Ưng quá chừng".
Ngày 6 tháng 8 năm 2023, Amee ra mắt MV "Chủ Nhật Boy".

### 2024: EP đầu tay 'Mộngmee'
Ngày 8 tháng 1 năm 2024, kênh YouTube WeChoice Awards đăng tải ca khúc "Mưa Nào Mà Hông Tạnh" của Amee kết hợp với Phúc Du - ca khúc đầu tiên trong album Dám Đam Mê Dám Rực Rỡ của WeChoice.
Ngày 31 tháng 5 năm 2024, kênh YouTube Sunplay Vietnam đăng tải ca khúc "Tone Up Your Heart" của Amee.
Ngày 29 tháng 7 năm 2024, poster đầu tiên về EP đầu tay ''Mộngmee'' của Amee được đăng tải trên các nền tảng mạng xã hội của cô và ST. 319 Entertainment. Ngày 3 tháng 8 năm 2024, Amee kết hợp với MCK ra mắt MV chủ đề của EP "Mộngmee" là "Mộng Yu". Ngày 25 tháng 9 năm 2024, Amee ra mắt MV ca khúc "Cuộc Gọi Lúc Nửa Đêm", một ca khúc khác thuộc EP "Mộngmee".
Ngày 9 tháng 10 năm 2024, Amee và Nicky ra mắt MV "Thật Quá Đáng... Để Yêu".

## Danh sách đĩa nhạc

#### Album phòng thu
| Tên     | Thông tin album                                                                                 | Danh sách bài hát | Doanh số    |
| ------- | ----------------------------------------------------------------------------------------------- | --- | ----------- |
| dreAMEE | - Phát hành: Ngày 28 tháng 6 năm 2020 - Hãng: ST.319 - Định dạng: CD, Tải nhạc, phát trực tuyến | Danh sách 1. dreAMEE (intro) 2. Anh Nhà Ở Đâu Thế (Solo ver.) 3. Yêu Thì Yêu Không Yêu Thì Yêu 4. Đen Đá Không Đường (ft. B Ray) 5. Mama Boy 6. Trời Giấu Trời Mang Đi (Solo ver.) 7. Ex's Hate Me (Part 2) (ft. B Ray) 8. Sao Anh Chưa Về Nhà (ft. Ricky Star) 9. Xuân, Hạ, Thu, Đông, Rồi Lại Xuân 10. G9 (outro) | - VN: 1000+ |

#### Đĩa mở rộng
| Tên     | Thông tin album                                                                                | Danh sách bài hát |
| ------- | ---------------------------------------------------------------------------------------------- | --- |
| MỘNGMEE | - Phát hành: Ngày 3 tháng 8 năm 2024 - Hãng: ST.319 - Định dạng: CD, Tải nhạc, phát trực tuyến | Danh sách 1. Mộng Yu (ft. MCK) 2. Cuộc gọi lúc nửa đêm 3. Beautiful nightmare (interlude) 4. Miền Mộng Mị 5. 2000 câu hỏi vì sao |

### Video âm nhạc

#### Solo
| Năm  | Ngày  | Tên                           | Album   |
| ---- | ----- | ----------------------------- | ------- |
| 2020 | 18/6  | Yêu Thì Yêu Không Yêu Thì Yêu | dreAmee |
| 2021 | 20/4  | Nói Hoặc Không Nói            |         |
| 2021 | 26/11 | Miss Toàn Thư Bách Khoa       |         |
| 2022 | 6/2   | Thay Mọi Cô Gái Yêu Anh       |         |
| 2022 | 25/5  | Hai Mươi Hai (22)             | Colours |
| 2023 | 6/8   | Chủ Nhật Boy                  |         |
| 2024 | 25/9  | Cuộc Gọi Lúc Nửa Đêm          | MỘNGMEE |

#### Hợp tác
| Năm  | Ngày  | Tên                              | Album                           | Kết hợp với          | Ghi chú                                           |
| ---- | ----- | -------------------------------- | ------------------------------- | -------------------- | ------------------------------------------------- |
| 2018 | 15/10 | Nếu Mai Chia Tay                 | Over The Moon                   | Monstar              |                                                   |
| 2019 | 14/2  | Ex's Hate Me                     |                                 | B Ray                |                                                   |
| 2019 | 3/4   | Anh Nhà Ở Đâu Thế                | MV debut                        | B Ray                |                                                   |
| 2019 | 22/4  | Phố Hàng Nóng                    | Kay Trần                        |                      |                                                   |
| 2019 | 9/5   | Đen Đá Không Đường               | dreAmee                         | B Ray                |                                                   |
| 2019 | 15/7  | Anh Đánh Rơi Người Yêu Này       | Thật Tuyệt Vời Khi Ở Bên Em OST | Andiez               |                                                   |
| 2019 | 12/9  | Dấu Yêu Vô Hình                  |                                 | Osad                 |                                                   |
| 2019 | 13/10 | Trời Giấu Trời Mang Đi           | ViruSs                          |                      |                                                   |
| 2020 | 18/1  | Giận Muốn Chết Đến Tết Cũng Quên | 30 Chưa Phải Là Tết OST         | Huỳnh James          |                                                   |
| 2020 | 14/2  | Do For Love                      | Loser2Lover                     | B Ray                |                                                   |
| 2020 | 25/2  | 1000x (Ngàn Lần)                 |                                 | Lou Hoàng, Rhymastic |                                                   |
| 2020 | 5/3   | Sao Anh Chưa Về Nhà              | dreAmee                         | Ricky Star           |                                                   |
| 2020 | 20/9  | Em Bé                            |                                 | Karik                |                                                   |
| 2021 | 23/2  | Tình Bạn Diệu Kỳ                 | Diệu Kỳ Việt Nam                | Ricky Star, Lăng LD  | Phiên bản đặc biệt                                |
| 2022 | 6/6   | Shay Nắnggg                      |                                 | Obito                | Có sử dụng một phần ca khúc "Hai mươi" của Mỹ Tâm |
| 2022 | 10/11 | Em Về Tinh Khôi                  | 90sHITS00sVIBES                 | Hoàng Dũng, Grey D   |                                                   |
| 2024 | 8/1   | Mưa Nào Mà Hông Tạnh             | Dám Đam Mê Dám Rực Rỡ           | Phúc Du              |                                                   |
| 2024 | 3/8   | Mộng Yu                          | MỘNGMEE                         | MCK                  |                                                   |
| 2024 | 9/10  | Thật Quá Đáng... Để Yêu          |                                 | Nicky                | MV debut của Nicky                                |

### Video âm nhạc đã xuất hiện
| Năm  | Ngày | Tên                 | Nghệ sĩ                            | Album         |
| ---- | ---- | ------------------- | ---------------------------------- | ------------- |
| 2018 | 29/1 | Baby I Told U       | Monstar                            | Over The Moon |
| 2018 | 12/8 | Hongkong1           | Nguyễn Trọng Tài, San Ji, Double X |               |
| 2019 | 25/6 | Cao Ốc 20           | B Ray, Đạt G                       |               |
| 2020 | 6/1  | Cánh Hoa Tổn Thương | Hoàng Yến Chibi                    |               |

## Một số bài hát khác

### Solo
| Năm  | Tên                |
| ---- | ------------------ |
| 2020 | gr8teful           |
| 2021 | Turn It Up         |
| 2023 | Ưng quá chừng      |
| 2024 | Tone Up Your Heart |

### Hợp tác
| Năm  | Tên                                | Kết hợp với                     |
| ---- | ---------------------------------- | ------------------------------- |
| 2020 | Tết Đón Xuân Về                    | Han Sara, Xesi                  |
| 2020 | Từ Thích Thích Thành Thương Thương | Hoàng Dũng                      |
| 2021 | Tết Là Phải Vui                    | Bảo Anh, Thúy Ngân, Yuno BigBoi |
| 2021 | Bài Ca Bầu Cử 2021                 | GREY D                          |
| 2021 | Happy Birthday to You (Always 14)  | Obito, Hoàng Dũng               |
| 2022 | Dỗi Ít Thôi Ôm Đê                  | Phúc Du                         |

## Danh sách phim

### Web drama
| Năm  | Tên                | Vai        | Vai trò  | Ghi chú                     |
| ---- | ------------------ | ---------- | -------- | --------------------------- |
| 2019 | Điệp vụ học đường  | Lớp trưởng | Nữ chính | Bộ phim đầu tiên, phim ngắn |
| 2020 | Đại náo đảo sa mạc | Lớp trưởng | Nữ chính | Phim ngắn                   |

### Phim điện ảnh
| Năm  | Tên                               | Vai   | Ngày khởi chiếu | Vai trò   | Ghi chú               |
| ---- | --------------------------------- | ----- | --------------- | --------- | --------------------- |
| 2021 | Thiên thần hộ mệnh (The Guardian) | Huyền | 30/4            | Thứ chính | Phim điện ảnh đầu tay |

## Đời tư
Amee là cựu học sinh của trường THPT Việt Đức và cựu sinh viên chuyên ngành ngôn ngữ Anh tại trường Đại học Văn Hiến.

## Giải thưởng và đề cử
| Năm  | Giải thưởng                          | Hạng mục                               | Đối tượng đề cử                            | Kết quả   |
| ---- | ------------------------------------ | -------------------------------------- | ------------------------------------------ | --------- |
| 2019 | Vlive Awards 2019                    | Ngôi sao đang lên                      | Amee                                       | Đề cử     |
| 2019 | Vlive Awards 2019                    | V Fanship Community                    | Amee và fan                                | Đề cử     |
| 2019 | METUB WebTVAsia Awards 2019          | MV nhạc R&B hay nhất                   | Đen Đá Không Đường                         | Đề cử     |
| 2019 | METUB WebTVAsia Awards 2019          | MV hay nhất                            | Anh Nhà Ở Đâu Thế                          | Đề cử     |
| 2019 | METUB WebTVAsia Awards 2019          | MV nhạc pop hay nhất                   | Anh Nhà Ở Đâu Thế                          | Đề cử     |
| 2019 | METUB WebTVAsia Awards 2019          | MV hợp tác của năm                     | Trời Giấu Trời Mang Đi                     | Đoạt giải |
| 2020 | Zing Music Awards 2019               | Phát hiện của năm                      | Amee                                       | Đoạt giải |
| 2020 | Zing Music Awards 2019               | Nữ nghệ sĩ được yêu thích nhất         | Amee                                       | Đề cử     |
| 2020 | Zing Music Awards 2019               | Ca khúc Pop/Ballad được yêu thích nhất | Anh Nhà Ở Đâu Thế                          | Đề cử     |
| 2020 | Zing Music Awards 2019               | Ca khúc R&B/Soul được yêu thích nhất   | Anh Đánh Rơi Người Yêu Này                 | Đề cử     |
| 2020 | Zing Music Awards 2019               | Ca khúc R&B/Soul được yêu thích nhất   | Đen Đá Không Đường                         | Đề cử     |
| 2020 | Zing Music Awards 2019               | Ca khúc R&B/Soul được yêu thích nhất   | Anh Đánh Rơi Người Yêu Này                 | Đề cử     |
| 2020 | Zing Music Awards 2019               | Nhạc phim được yêu thích nhất          |                                            | Đề cử     |
| 2020 | WeChoice Awards 2019                 | Ca sĩ có hoạt động đột phá             | Amee                                       | Đề cử     |
| 2020 | WeChoice Awards 2019                 | MV của năm                             | Anh Nhà Ở Đâu Thế                          | Đề cử     |
| 2020 | Giải thưởng Làn Sóng Xanh 2019       | Top 10 ca khúc được yêu thích          | Anh Nhà Ở Đâu Thế                          | Đoạt giải |
| 2020 | Giải thưởng Làn Sóng Xanh 2019       | Gương mặt mới xuất sắc                 | Amee                                       | Đề cử     |
| 2020 | Giải thưởng Âm nhạc Cống hiến 2020   | Nghệ sĩ mới của năm                    | Amee                                       | Đoạt giải |
| 2020 | Giải thưởng Âm nhạc Cống hiến 2020   | MV của năm                             | Anh Nhà Ở Đâu Thế                          | Đề cử     |
| 2020 | Giải thưởng Âm nhạc Cống hiến 2020   | Bài hát của năm                        | Anh Nhà Ở Đâu Thế                          | Đề cử     |
| 2020 | Giải thưởng Âm nhạc Châu Á Mnet 2020 | Nghệ sĩ mới xuất sắc nhất tại Việt Nam | Amee                                       | Đoạt giải |
| 2021 | Best Of 360 Độ Soi                   | Nghệ Sĩ 360 Độ Gen Z                   | Amee                                       | Đoạt giải |
| 2021 | Ngôi Sao Của Năm 2020                | Nữ ngôi sao âm nhạc                    | Amee                                       | Đoạt giải |
| 2021 | Giải thưởng Làn Sóng Xanh 2020       | Nữ ca sĩ của năm                       | Amee                                       | Đoạt giải |
| 2021 | Giải thưởng Làn Sóng Xanh 2020       | Sự kết hợp của năm                     | Amee, Ricky Star, Lyly, TDK, Hứa Kim Tuyền | Đoạt giải |
| 2021 | Giải thưởng Làn Sóng Xanh 2020       | Album của năm                          | dreAMEE                                    | Đoạt giải |
| 2021 | Giải thưởng Làn Sóng Xanh 2020       | MV của năm                             | Sao Anh Chưa Về Nhà                        | Đề cử     |
| 2021 | Giải thưởng Làn Sóng Xanh 2020       | Ca sĩ đột phá                          | Amee                                       | Đề cử     |
| 2021 | Zing Music Awards 2020               | Nữ nghệ sĩ được yêu thích nhất         | Amee                                       | Đề cử     |
| 2021 | WeChoice Awards 2020                 | Ca sĩ có hoạt động đột phá             | Amee                                       | Đề cử     |
| 2021 | Giải thưởng Âm nhạc Cống hiến 2021   | Ca sĩ của năm                          | Amee                                       | Đề cử     |
| 2021 | Giải thưởng Âm nhạc Cống hiến 2021   | Album của năm                          | dreAMEE                                    | Đề cử     |
| 2021 | Giải thưởng Âm nhạc Cống hiến 2021   | MV của năm                             | Yêu Thì Yêu Không Yêu Thì Yêu              | Đề cử     |
| 2021 | ELLE Beauty Awards 2021              | Gương mặt tuyệt nhất                   | Amee                                       | Đề cử     |
| 2021 | ELLE Beauty Awards 2021              | Mái tóc đẹp nhất                       | Amee                                       | Đề cử     |
| 2022 | Giải thưởng Làn Sóng Xanh 2021       | Hòa âm phối khí                        | Tình Bạn Diệu Kỳ                           | Đề cử     |
| 2022 | Giải thưởng Làn Sóng Xanh 2021       | Top 10 ca khúc được yêu thích          | Tình Bạn Diệu Kỳ                           | Đoạt giải |
| 2022 | Giải thưởng Làn Sóng Xanh 2021       | Bài hát hiện tượng                     | Tình Bạn Diệu Kỳ                           | Đoạt giải |
| 2023 | Giải thưởng Làn Sóng Xanh 2022       | Top 10 ca khúc được yêu thích          | Hai Mươi Hai (22)                          | Đoạt giải |
| 2023 | Giải thưởng Âm nhạc Cống hiến 2023   | Bài hát của năm                        | Hai Mươi Hai (22)                          | Đề cử     |
| 2023 | Giải thưởng Âm nhạc Cống hiến 2023   | MV của năm                             | Hai Mươi Hai (22)                          | Đề cử     |
| 2023 | Giải thưởng Âm nhạc Cống hiến 2023   | Ca sĩ của năm                          | Amee                                       | Đề cử     |
| 2024 | Giải thưởng Làn Sóng Xanh 2023       | Bài hát hiện tượng                     | Ưng quá chừng                              | Đề cử     |
| 2025 | WeChoice Awards 2024                 | EP/ Album của năm                      | MỘNGMEE                                    | Đề cử     |
| 2025 | WeChoice Awards 2024                 | MV của năm                             | Mộng Yu                                    | Đề cử     |